# Los marginados
Los marginados fue un programa documental emitido por La 1 de Televisión española en diferentes temporadas entre 1984 y 1991.

## Equipo
Dirigido y presentado por la periodista Carmen Sarmiento, que contó con la colaboración del cámara José Manuel Iglesias y el técnico de sonido Juan Miguel Velázquez.

## Contenido
Se trata de una serie documental, en la que se pretende reflejar la vida cotidiana de algunos de los más desfavorecidos de la Tierra. Rodada en varios continentes incluso en  situaciones de conflicto bélico como la Guerra civil de Nicaragua de los años 80.
Aunque estrenado en 1984, la primera temporada del programa se grabó entre 1982 y 1983, en países como India, Afganistán, Pakistán, Jamaica o Haití. La primera temporada tuvo 10 episodios y se emitió entre el 1 de octubre y el 12 de diciembre de 1984. La segunda temporada se estrenó el 16 de diciembre de 1987 y tuvo doce episodios. La tercera y última etapa se estrenó el 12 de agosto de 1990.

## Listado de Programas (parcial)
- Morir en Benarés (India) (1-10-1984)
- Rasta, libérate (Jamaica) (8-10-1984)
- La revolución cercada (Nicaragua) (15-10-1984)
- Los refugiados (Afganistán / Pakistán) (22-10-1984)
- La sed como un azote  (África) (29-10-1984)
- América indígena rebelde (México) (5-11-1984)
- Un amargo sabor de azúcar (Haití) (19-11-1984)
- Esquimales y tuareg: dos culturas en extinción (Alaska / África) (26-11-1984)
- Ser pobre en Nueva York (Estados Unidos) (3-12-1984)
- Los hijos de la pobreza (16-12-1987)
- Quinientos millones de desconocidas (China) (23-12-1987)
- Violentamente amarga (Colombia) (30-12-1987)
- Los dioses de la jungla (Sri Lanka) (6-1-1988)
- Ser turista en la miseria (Tailandia) (13-1-1988)
- Tribus del triángulo de oro (Birmania) (20-1-1988)
- El hambre que no cesa (Etiopía) (27-1-1988)
- Mujeres de Tailandia (Tailandia) (3-2-1988)
- Los dogón: castración y magia (Malí) (10-2-1988)
- Las eminencias silenciosas (Japón) (17-2-1988)
- La cultura del opio (Tailandia) (24-2-1988)
- El Frente Polisario (Sahara Occidental) (22-6-1988)
- Sahara, el desierto de los desiertos (12-8-1990)
- El precio de la novia (19-8-1990)